# Pedarium ruderale
Pedarium ruderale är en insektsart som beskrevs av Alexander Fyodorovich Emeljanov 1961. Pedarium ruderale ingår i släktet Pedarium och familjen dvärgstritar. Inga underarter finns listade i Catalogue of Life.